# Venus (film)
Venus – brytyjski film obyczajowy z 2006 roku w reżyserii Rogera Michella. Zdjęcia kręcono w Londynie.

## Obsada
- Julian Rhind-Tutt – Maurice
- Leslie Phillips – Ian
- Peter O’Toole – Maurice
- Neal Barry – Pracownik kolei
- Tom Brooke – Biegacz
- Christine Bottomley – Pielęgniarka
- Cathryn Bradshaw – Jillian
- Jodie Whittaker - Jessie
- Vanessa Redgrave - Valerie
- Richard Griffiths - Donald

## Nagrody i wyróżnienia
Oscary za rok 2006
- Najlepszy aktor - Peter O’Toole (nominacja)

Złote Globy 2006
- Najlepszy aktor dramatyczny - Peter O’Toole (nominacja)

BAFTA 2006
- Najlepszy aktor - Peter O’Toole (nominacja)
- Najlepszy aktor drugoplanowy - Leslie Phillips (nominacja)

Nagroda Satelita 2006
- Najlepsza komedia/musical (nominacja)
- Najlepszy aktor w komedii/musicalu - Peter O’Toole (nominacja)
- Najlepsza aktorka w komedii/musicalu - Jodie Whittaker (nominacja)